# The P.C. Blues
The P.C. Blues è un album di Red Garland, pubblicato dalla Prestige Records nel 1970.
Il disco era stato registrato negli studi di Rudy Van Gelder ad Hackensack, New Jersey (Stati Uniti), tra il 1956 e il 1957.

## Tracce
Lato A
1. Ahmad's Blues – 7:29 (Ahmad Jamal) – Registrato l'11 maggio 1956
2. Lost April – 6:26 (Emil Newman, Hubert Spencer) – Registrato il 9 agosto 1957
3. Why Was I Born ? – 5:49 (Oscar Hammerstein II, Jerome Kern) – Registrato il 22 marzo 1957

Lato B
1. Tweedle Dee Dee – 13:18 (Winfield Scott) – Registrato il 9 agosto 1957
2. The P.C. Blues – 9:53 (Red Garland) – Registrato il 9 agosto 1957

## Musicisti
Brano A1
- Red Garland - pianoforte
- Paul Chambers - contrabbasso
- Philly Joe Jones - batteria

Brani A2, A3, B1, B2 & B3
- Red Garland - pianoforte
- Paul Chambers - contrabbasso
- Art Taylor - batteria